# Oest de l'Índia
L'oest de l'Índia és una regió de l'Índia de contorns poc definits que consisteix en la part occidental del país. El Consell Zonal Occidental del Ministeri de l'Interior abasta els estats de Goa, Gujarat i Maharashtra, juntament amb el territori de la Unió de Dadra i Nagar Haveli i Daman and Diu, mentre que el Ministeri de Cultura i alguns historiadors també hi inclouen l'estat del Rajasthan. El Servei Geològic de l'Índia hi inclou Maharashtra, però n'exclou el Rajasthan, mentre que el Ministeri d'Afers Minoritaris hi inclou Karnataka, però n'exclou el Rajasthan.
Madhya Pradesh sovint també hi és inclòs, com ho són ocasionalment Haryana, l'oest d'Uttar Pradesh i el sud del Panjab. El concepte d'«oest de l'Índia» també es pot referir a la meitat occidental del país, és a dir, a tots els estats situats a l'oest de Delhi i Chennai. Aquesta definició inclou el Panjab, Kerala i els estats circumdants. És una regió molt industrialitzada i amb una gran població urbana. A grans trets, és delimitat pel desert de Thar al nord, la serralada Vindhya a l'est i el nord i el mar d'Aràbia a l'oest. Una part important de l'oest de l'Índia comparteix el Thar amb el nord de l'Índia i el Pakistan i el Dècan amb el sud i el centre de l'Índia.
Segons Xuan Zang, l'oest de l'Índia antigament es repartia entre tres grans estats: Sindh, que comprenia tota la vall de l'Indus, des del Panjab fins al mar, incloent-hi el delta i l'illa de Kutch; Gurjara, que abastava l'oest de Rajputana i el desert indi; i Balabhi, que comprenia la península de Gujarat i una petita part de la costa adjacent. Abans de la partició de l'Índia, els territoris actualment pakistanesos de Sindh i el Balutxistan també s'incloïen en aquesta regió. En la història de l'art, el terme se sol referir únicament a Gujarat i el Rajasthan, que solien seguir les mateixes tendències estilístiques. L'oest de l'Índia té el segon producte interior brut més gran de totes les regions de l'Índia.